# Serie A 2002–03
Serie A 2002–03 (được gọi là Serie A TIM vì lý do tài trợ) là mùa giải thứ 101 của giải bóng đá hàng đầu Ý, là mùa giải thứ 71 trong một giải đấu vòng tròn tính điểm. Giải đấu được tạo thành bởi 18 đội, lần thứ 15 liên tiếp kể từ mùa giải 1988–89.
Hai đội đứng đầu đủ điều kiện trực tiếp tham dự UEFA Champions League. Các đội xếp thứ ba và thứ tư phải chơi vòng loại Champions League. Các đội xếp thứ năm và thứ sáu đủ điều kiện tham dự UEFA Cup (một suất nữa được trao cho đội vô địch Coppa Italia). Bốn đội xếp cuối bảng sẽ phải xuống hạng Serie B.
Juventus giành chức vô địch quốc gia lần thứ 27, Internazionale đứng thứ hai và Milan đứng thứ ba. Lazio được tham dự vòng loại UEFA Champions League, trong khi Parma, Udinese và Roma (thông qua trận chung kết Coppa Italia) giành được một suất tham dự UEFA Cup tiếp theo. Brescia và Perugia được tham dự UEFA Intertoto Cup, sau khi Chievo từ chối tham gia.
Piacenza, Torino, Como và Atalanta đã xuống hạng Serie B, trong đó Atalanta phải xuống hạng sau khi thua trận play-off trụ hạng với Reggina.

## Thay đổi quy tắc
Không giống như La Liga, giải đấu áp dụng hạn ngạch về số lượng cầu thủ không phải EU cho mỗi câu lạc bộ, các câu lạc bộ Serie A có thể ký hợp đồng với nhiều cầu thủ không phải EU tùy theo số lượng có sẵn trong chuyển nhượng trong nước. Nhưng đối với mùa giải 2003–04, hạn ngạch đã được áp dụng cho mỗi câu lạc bộ, hạn chế số lượng cầu thủ không phải EU , không phải EFTA và không phải Thụy Sĩ có thể được ký hợp đồng từ nước ngoài mỗi mùa giải, sau các biện pháp tạm thời được đưa ra vào mùa giải 2002–03, cho phép các câu lạc bộ Serie A & B chỉ ký hợp đồng với một cầu thủ không phải EU trong kỳ chuyển nhượng mùa hè năm 2002.

## Các đội bóng

### Nhân sự và tài trợ
| Đội            | Chủ tịch                   | Huấn luyện viên trưởng | Nhà sản xuất trang phục | Nhà tài trợ áo đấu             |
| -------------- | -------------------------- | ---------------------- | ----------------------- | ------------------------------ |
| Atalanta       | Ivan Ruggeri               | Giancarlo Finardi      | Asics                   | Promatech                      |
| Bologna        | Renato Cipollini           | Francesco Guidolin     | Macron                  | Area Banca                     |
| Brescia        | Luigi Corioni              | Carlo Mazzone          | Umbro                   | Banca Lombarda                 |
| Chievo         | Luca Campedelli            | Luigi Del Neri         | Joma                    | Paluani                        |
| Como*          | Enrico Preziosi            | Eugenio Fascetti       | Erreà                   | Temporary                      |
| Empoli*        | Fabrizio Corsi             | Silvio Baldini         | Erreà                   | Sammontana                     |
| Internazionale | Massimo Moratti            | Héctor Cúper           | Nike                    | Pirelli                        |
| Juventus       | Vittorio Chiusano          | Marcello Lippi         | Lotto                   | Fastweb/Tamoil (các trận UEFA) |
| Lazio          | Sergio Cragnotti Ugo Longo | Roberto Mancini        | Puma                    | Siemens Mobile                 |
| Milan          | Silvio Berlusconi          | Carlo Ancelotti        | Adidas                  | Opel                           |
| Modena*        | Romano Amadei              | Gianni De Biasi        | Erreà                   | Immergas                       |
| Parma          | Stefano Tanzi              | Cesare Prandelli       | Champion                | Parmalat                       |
| Perugia        | Luciano Gaucci             | Serse Cosmi            | Galex                   | Toyota                         |
| Piacenza       | Fabrizio Garilli           | Luigi Cagni            | Lotto                   | LPR Brakes                     |
| Reggina*       | Pasquale Foti              | Luigi De Canio         | Asics                   | Caffè Mauro                    |
| Roma           | Francesco Sensi            | Fabio Capello          | Kappa                   | Mazda                          |
| Torino         | Attilio Romero             | Giacomo Ferri          | Asics                   | Ixfin                          |
| Udinese        | Franco Soldati             | Luciano Spalletti      | Le Coq Sportif          | Bernardi                       |

(*) Thăng hạng từ Serie B.

### Thay đổi huấn luyện viên
| Đội      | HLV ra đi          | Lý do                | Ngày ra đi | Vị trí trên BXH | HLV đến                      | Ngày ký    |
| -------- | ------------------ | -------------------- | ---------- | --------------- | ---------------------------- | ---------- |
| Udinese  | Giampiero Ventura  | Hết hợp đồng         | 30/6/2002  | Trước mùa giải  | Luciano Spalletti            | 1/7/2002   |
| Reggina  | Franco Colomba     | Hết hợp đồng         | 30/6/2002  | Trước mùa giải  | Bortolo Mutti                | 1/7/2002   |
| Piacenza | Walter Novellino   | Hết hợp đồng         | 30/6/2002  | Trước mùa giải  | Andrea Agostinelli           | 1/7/2002   |
| Parma    | Pietro Carmignani  | Hết hợp đồng         | 30/6/2002  | Trước mùa giải  | Cesare Prandelli             | 1/7/2002   |
| Lazio    | Alberto Zaccheroni | Hết hợp đồng         | 30/6/2002  | Trước mùa giải  | Roberto Mancini              | 1/7/2002   |
| Torino   | Giancarlo Camolese | Sa thải              | 25/10/2002 | thứ 16          | Renato Zaccarelli (tạm thời) | 26/10/2002 |
| Torino   | Renato Zaccarelli  | Hết quản lý tạm thời | 29/10/2002 | thứ 17          | Renzo Ulivieri               | 30/10/2002 |
| Reggina  | Bortolo Mutti      | Sa thải              | 7/11/2002  | thứ 16          | Luigi De Canio               | 8/11/2002  |
| Como     | Loris Dominissini  | Sa thải              | 25/11/2002 | thứ 18          | Eugenio Fascetti             | 25/11/2002 |
| Piacenza | Andrea Agostinelli | Sa thải              | 3/2/2003   | thứ 16          | Luigi Cagni                  | 3/2/2003   |
| Torino   | Renzo Ulivieri     | Sa thải              | 24/2/2003  | thứ 17          | Renato Zaccarelli            | 24/2/2003  |
| Torino   | Renato Zaccarelli  | Sa thải              | 15/4/2003  | thứ 18          | Giacomo Ferri                | 15/4/2003  |
| Atalanta | Giovanni Vavassori | Sa thải              | 21/4/2003  | thứ 15          | Giancarlo Finardi            | 21/4/2003  |

## Bảng xếp hạng
| VT | Đội            | ST | T  | H  | B  | BT | BB | HS  | Đ  | Giành quyền tham dự hoặc xuống hạng       |
| -- | -------------- | -- | -- | -- | -- | -- | -- | --- | -- | ----------------------------------------- |
| 1  | Juventus (C)   | 34 | 21 | 9  | 4  | 64 | 29 | +35 | 72 | Tham dự vòng bảng Champions League        |
| 2  | Internazionale | 34 | 19 | 8  | 7  | 64 | 38 | +26 | 65 | Tham dự vòng bảng Champions League        |
| 3  | Milan          | 34 | 18 | 7  | 9  | 55 | 30 | +25 | 61 | Tham dự vòng bảng Champions League        |
| 4  | Lazio          | 34 | 15 | 15 | 4  | 57 | 32 | +25 | 60 | Tham dự vòng loại thứ ba Champions League |
| 5  | Parma          | 34 | 15 | 11 | 8  | 55 | 36 | +19 | 56 | Tham dự vòng một UEFA Cup                 |
| 6  | Udinese        | 34 | 16 | 8  | 10 | 38 | 35 | +3  | 56 | Tham dự vòng một UEFA Cup                 |
| 7  | Chievo         | 34 | 16 | 7  | 11 | 51 | 39 | +12 | 55 |                                           |
| 8  | Roma           | 34 | 13 | 10 | 11 | 55 | 46 | +9  | 49 | Tham dự vòng một UEFA Cup                 |
| 9  | Brescia        | 34 | 9  | 15 | 10 | 36 | 38 | −2  | 42 | Tham dự vòng hai Intertoto Cup            |
| 10 | Perugia        | 34 | 10 | 12 | 12 | 40 | 48 | −8  | 42 | Tham dự vòng ba Intertoto Cup             |
| 11 | Bologna        | 34 | 10 | 11 | 13 | 39 | 47 | −8  | 41 |                                           |
| 12 | Modena         | 34 | 9  | 11 | 14 | 30 | 48 | −18 | 38 |                                           |
| 13 | Empoli         | 34 | 9  | 11 | 14 | 36 | 46 | −10 | 38 |                                           |
| 14 | Atalanta (R)   | 34 | 8  | 14 | 12 | 35 | 47 | −12 | 38 | Xuống hạng Serie B (thua play-off)        |
| 15 | Reggina (O)    | 34 | 10 | 8  | 16 | 38 | 53 | −15 | 38 | Thắng play-off trụ hạng                   |
| 16 | Piacenza (R)   | 34 | 8  | 6  | 20 | 44 | 62 | −18 | 30 | Xuống hạng Serie B                        |
| 17 | Como (R)       | 34 | 4  | 12 | 18 | 29 | 57 | −28 | 24 | Xuống hạng Serie B                        |
| 18 | Torino (R)     | 34 | 4  | 9  | 21 | 23 | 58 | −35 | 21 | Xuống hạng Serie B                        |

1. ↑  Milan giành quyền vào vòng bảng Champions League với tư cách là nhà đương kim vô địch.
2. 1 2  Parma xếp trên Udinese về điểm đối đầu: Udinese 1–1 Parma, Parma 3–2 Udinese.
3. ↑  Roma lọt vào vòng đầu tiên Cúp UEFA 2003-04 với tư cách là á quân Coppa Italia vì đội vô địch, Milan, đã lọt vào Champions League.
4. 1 2  Brescia xếp trên Perugia về điểm đối đầu: Brescia 3–1 Perugia, Perugia 0–0 Brescia.
5. ↑  Perugia giành quyền tham dự Cúp Intertoto 2003 sau khi Chievo từ bỏ; sau đó họ giành quyền vào vòng một Cúp UEFA 2003–04.
6. 1 2 3 4  Modena xếp trên Empoli, Atalanta và Reggina về điểm đối đầu: Modena: 10 điểm, Empoli: 9 điểm, Atalanta: 7 điểm, Reggina: 5 điểm.
7. ↑  Atalanta xuống Serie B 2003–04 sau loạt trận play-off.

## Kết quả
| Nhà \ Khách    | ATA | BOL | BRE | CHV | COM | EMP | INT | JUV | LAZ | MIL | MOD | PAR | PER | PIA | REG | ROM | TOR | UDI |
| -------------- | --- | --- | --- | --- | --- | --- | --- | --- | --- | --- | --- | --- | --- | --- | --- | --- | --- | --- |
| Atalanta       |     | 2–2 | 2–0 | 1–0 | 2–1 | 2–2 | 1–1 | 1–1 | 0–1 | 1–4 | 1–3 | 0–0 | 0–2 | 2–0 | 1–1 | 2–1 | 2–2 | 0–0 |
| Bologna        | 2–3 |     | 3–0 | 1–1 | 1–0 | 2–0 | 1–2 | 2–2 | 0–2 | 0–2 | 3–0 | 2–1 | 2–1 | 1–0 | 0–2 | 2–1 | 2–2 | 1–0 |
| Brescia        | 3–0 | 0–0 |     | 0–0 | 1–1 | 0–2 | 0–1 | 2–0 | 0–0 | 1–0 | 2–2 | 1–1 | 3–1 | 1–2 | 2–1 | 2–3 | 1–0 | 1–1 |
| Chievo         | 4–1 | 0–0 | 1–2 |     | 2–0 | 1–0 | 2–1 | 1–4 | 1–1 | 3–2 | 2–0 | 0–4 | 3–0 | 3–1 | 2–1 | 0–0 | 3–2 | 3–0 |
| Como           | 1–1 | 5–1 | 1–1 | 2–4 |     | 0–2 | 0–2 | 1–3 | 1–3 | 1–2 | 0–0 | 2–2 | 1–1 | 1–1 | 1–1 | 2–0 | 1–0 | 0–2 |
| Empoli         | 0–0 | 0–0 | 0–0 | 2–1 | 0–0 |     | 3–4 | 0–2 | 1–2 | 1–1 | 1–0 | 0–2 | 1–1 | 3–1 | 4–2 | 1–3 | 1–1 | 1–1 |
| Internazionale | 1–0 | 2–0 | 4–0 | 2–1 | 4–0 | 3–0 |     | 1–1 | 1–1 | 0–1 | 2–0 | 1–1 | 2–2 | 3–1 | 3–0 | 3–3 | 1–0 | 1–2 |
| Juventus       | 3–0 | 1–1 | 2–1 | 4–3 | 1–1 | 1–0 | 3–0 |     | 1–2 | 2–1 | 3–0 | 2–2 | 2–2 | 2–0 | 5–0 | 2–1 | 2–0 | 1–0 |
| Lazio          | 0–0 | 1–1 | 3–1 | 2–3 | 3–0 | 4–1 | 3–3 | 0–0 |     | 1–1 | 4–0 | 0–0 | 3–0 | 2–1 | 0–1 | 2–2 | 1–1 | 2–1 |
| Milan          | 3–3 | 3–1 | 0–0 | 0–0 | 2–0 | 0–1 | 1–0 | 2–1 | 2–2 |     | 2–1 | 2–1 | 3–0 | 2–1 | 2–0 | 1–0 | 6–0 | 1–0 |
| Modena         | 0–2 | 3–2 | 0–0 | 1–0 | 1–1 | 1–1 | 0–2 | 0–1 | 0–0 | 0–3 |     | 2–1 | 1–1 | 1–0 | 2–1 | 1–1 | 2–1 | 0–1 |
| Parma          | 2–1 | 1–2 | 4–3 | 0–1 | 2–0 | 2–0 | 1–2 | 1–2 | 2–1 | 1–0 | 1–1 |     | 2–2 | 3–2 | 2–0 | 3–0 | 1–0 | 3–2 |
| Perugia        | 1–0 | 1–1 | 0–0 | 1–0 | 3–0 | 1–3 | 4–1 | 0–1 | 2–2 | 1–0 | 2–0 | 1–2 |     | 0–0 | 2–0 | 1–0 | 2–1 | 0–2 |
| Piacenza       | 2–0 | 3–1 | 1–4 | 0–3 | 0–1 | 1–2 | 1–4 | 0–1 | 2–3 | 4–2 | 3–3 | 1–1 | 5–1 |     | 2–2 | 1–1 | 1–0 | 2–0 |
| Reggina        | 1–1 | 1–0 | 2–2 | 1–1 | 4–1 | 1–0 | 1–2 | 2–1 | 0–3 | 0–0 | 0–1 | 0–0 | 3–1 | 3–1 |     | 2–3 | 2–1 | 3–2 |
| Roma           | 1–2 | 3–1 | 0–0 | 0–1 | 2–1 | 3–1 | 2–2 | 2–2 | 1–1 | 2–1 | 1–2 | 2–1 | 2–2 | 3–0 | 3–0 |     | 3–1 | 4–1 |
| Torino         | 1–1 | 2–1 | 0–2 | 1–0 | 0–0 | 1–1 | 0–2 | 0–4 | 0–1 | 0–3 | 1–1 | 0–4 | 2–1 | 1–3 | 1–0 | 0–1 |     | 0–1 |
| Udinese        | 1–0 | 0–0 | 0–0 | 2–1 | 3–2 | 2–1 | 2–1 | 0–1 | 2–1 | 1–0 | 2–1 | 1–1 | 0–0 | 2–1 | 1–0 | 2–1 | 1–1 |     |

1. 1 2 3 4 5  Trận đấu diễn ra tại sân vận động Giglio.
2. 1 2 3  Trận đấu diễn ra tại sân vận động Leonardo Garilli.
3. ↑  Trận đấu đã bị hủy bỏ do người hâm mộ Como nổi loạn phản đối quả phạt đền thứ ba của Udinese trong trận đấu. Sau những lần bỏ lỡ trước đó của Vincenzo Iaquinta và Roberto Muzzi, David Pizarro đã được sắp xếp để thực hiện quả phạt đền thứ ba, nhưng cuộc bạo loạn đã kết thúc trận đấu sớm. Udinese đã được trao chiến thắng 2–0, với Pinzi là cầu thủ ghi bàn duy nhất. Como đã bị treo giò bốn trận không được chơi trên sân nhà.
4. ↑  Trận đấu diễn ra tại sân vận động Ennio Tardini.

## Play-off trụ hạng
| Reggina | 0–0 | Atalanta |
| ------- | --- | -------- |
|         |     |          |

| Atalanta     | 1–2 | Reggina                     |
| ------------ | --- | --------------------------- |
| - Natali 18' |     | - Cozza 33' - Bonazzoli 85' |

Reggina thắng với tổng tỷ số 2 – 1.
Atalanta xuống hạng Serie B.

## Thống kê

### Ghi bàn hàng đầu
| Hạng | Cầu thủ              | Câu lạc bộ     | Bàn thắng |
| ---- | -------------------- | -------------- | --------- |
| 1    | Christian Vieri      | Internazionale | 24        |
| 2    | Adrian Mutu          | Parma          | 18        |
| 3    | Filippo Inzaghi      | Milan          | 17        |
| 4    | Alessandro Del Piero | Juventus       | 16        |
| 6    | Adriano              | Parma          | 15        |
| 6    | Claudio López        | Lazio          | 15        |
| 8    | Dario Hübner         | Piacenza       | 14        |
| 8    | Francesco Totti      | Roma           | 14        |
| 10   | Antonio Di Natale    | Empoli         | 13        |